# Elman FC
Elman FC ist ein somalischer Fußballverein aus Mogadischu. Der Club gehört zu den erfolgreichsten Fußballvereinen in Somalia.

## Geschichte
Der Elman Sports Club ist ein somalischer Sportverein mit Sitz im Bezirk Wadajir in Mogadischu. Es ist vor allem für seine Fußballmannschaft bekannt, die in der höchsten Spielklasse der somalischen Premier League spielt. Vor Ort ist es vor allem unter dem Spitznamen „The Yellows“ bekannt, der für „Die Farbe der Mannschaft“ steht. Es gilt als die beste Mannschaft Somalias, ist der erfolgreichste Sportverein des Landes und hält einen nationalen Rekord von 15 offiziellen Fußballtrophäen, sechs Titeln der Somali Premier League, drei Somali General Daoud Cups, fünf Somali Super Cups und Eine Somali Stars League.
Der Verein wurde 1996 von einer Gruppe junger Sportmitglieder unter der Leitung von Abdirashid Hajji Nor, dem ersten Präsidenten des Elman-Sportvereins, gegründet.

## Erfolge
- Somalischer Meister: 1999/00, 2000/01, 2001/02, 2002/03, 2010/11, 2012/13

- Somalischer Pokalsieger: 2016/17
- Somalischer Supercupsieger: 2013

## Stadion
Elman SC spielt seine Spiele im Jaamacadaha-Stadion im Bezirk Hodan. Es handelt sich um ein Mehrzweckstadion, das ursprünglich der Somali National University gehörte und von der FIFA gebaut wurde. Dazu gehören unter anderem ein Fußballplatz, ein Fitnessstudio und ein Players Camp.
Das Stadion hat eine Kapazität von 15.000 Sitzplätzen. Neben lokalen Fußballspielen finden im Stadion auch eine Reihe von Turnieren statt, darunter die Somali Demotic Youth League und einige der Somali Division Leagues.